# العلاقات الكاميرونية اللاتفية
العلاقات الكاميرونية اللاتفية هي العلاقات الثنائية التي تجمع بين الكاميرون ولاتفيا.

## مقارنة بين البلدين
هذه مقارنة عامة ومرجعية للدولتين:
| وجه المقارنة                                              | الكاميرون                      | لاتفيا                                             |
| --------------------------------------------------------- | ------------------------------ | -------------------------------------------------- |
| المساحة (كم2)                                             | 475.44 ألف                     | 64.59 ألف                                          |
| عدد السكان (نسمة)                                         | 24.05 مليون                    | 1.93 مليون                                         |
| الكثافة السكانية (ن./كم²)                                 | 50.58                          | 29.88                                              |
| العاصمة                                                   | ياوندي                         | ريغا                                               |
| اللغة الرسمية                                             | لغة فرنسية، لغة إنجليزية       | اللغة اللاتفية                                     |
| العملة                                                    | فرنك وسط أفريقي                | يورو، لاتس لاتفي، الروبل اللاتفي ‏، الروبل اللاتفي ‏ |
| الناتج المحلي الإجمالي (بليون دولار)                      | 34.80 مليار                    | 30.26 مليار                                        |
| الناتج المحلي الإجمالي (تعادل القوة الشرائية) بليون دولار | 72.72 مليار                    | 49.24 مليار                                        |
| الناتج المحلي الإجمالي الاسمي للفرد دولار أمريكي          | 1.22 ألف                       | 14.06 ألف                                          |
| الناتج المحلي الإجمالي للفرد دولار أمريكي                 | 2.97 ألف                       | 23.55 ألف                                          |
| مؤشر التنمية البشرية                                      | 0.512                          | 0.819                                              |
| رمز المكالمات الدولي                                      | +237                           | +371                                               |
| رمز الإنترنت                                              | .cm                            | .lv                                                |
| المنطقة الزمنية                                           | توقيت غرب أفريقيا، ت ع م+01:00 | ت ع م+02:00، ت ع م+03:00، أوروبا/ريغا ‏             |

## منظمات دولية مشتركة
يشترك البلدان في عضوية مجموعة من المنظمات الدولية، منها:
| علم المنظمة | اسم المنظمة                               | تاريخ انضمام الكاميرون | تاريخ انضمام لاتفيا |
| ----------- | ----------------------------------------- | ---------------------- | ------------------- |
|             | مؤسسة التنمية الدولية                     | 10 أبريل 1964          | 11 أغسطس 1992       |
|             | يونسكو                                    | 11 نوفمبر 1960         | 9 يوليو 1951        |
|             | وكالة ضمان الاستثمار متعدد الأطراف        | 7 أكتوبر 1988          | 21 أغسطس 1998       |
|             | الأمم المتحدة                             | 20 سبتمبر 1960         | 17 سبتمبر 1991      |
|             | الفريق المعني برصد الأرض                  | ?                      | ?                   |
|             | الاتحاد البريدي العالمي                   | ?                      | ?                   |
|             | البنك الدولي للإنشاء والتعمير             | 10 يوليو 1963          | 11 أغسطس 1992       |
|             | المنظمة الهيدروغرافية الدولية             | ?                      | ?                   |
|             | الاتحاد الدولي للاتصالات                  | 22 ديسمبر 1960         | 11 ديسمبر 1921      |
|             | منظمة حظر الأسلحة الكيميائية              | ?                      | ?                   |
|             | مؤسسة التمويل الدولية                     | 1 أكتوبر 1974          | 29 سبتمبر 1993      |
|             | المركز الدولي لتسوية المنازعات الاستشارية | 2 فبراير 1967          | 7 سبتمبر 1997       |
|             | منظمة التجارة العالمية                    | ?                      | 1999                |
|             | منظمة الشرطة الجنائية الدولية             | ?                      | ?                   |

## وصلات خارجية
- موقع وزارة الخارجية الكاميرونية
- موقع وزارة الخارجية اللاتفية